# Yasovarman I
Yasovarman I (in lingua khmer:ព្រះបាទយសោវរ្ម័នទី១; fl. IX-X secolo) fu re dell'impero khmer tra il IX e il X secolo.
Salì al trono dopo la morte del precedente sovrano Indravarman I.

## Primi anni del regno ad Hariharalaya
Alla morte di Indravarman I, scoppiò una guerra tra fratelli (più probabilmente fratellastri) per la successione, secondo quanto suggerisce un'iscrizione su una delle quattro steli del Baray orientale e la mancanza di riferimenti a Indravarman I come vivente dopo l'886. Forse Yasovarman sconfisse l'erede designato dal padre.
Durante i primi anni del suo dominio, Yasovarman ordinò la costruzione di circa 100 ashram, piccoli monasteri per eremiti, in tutto il regno e continuò una serie di lavori nella capitale di Hariharalaya, l'odierna Roluos. Terminò il baray Indratataka e, su un'isola artificiale al suo centro già predisposta dal padre, costruì il tempio di Lolei, dedicato nell'anno 893.

## Il Phnom Bakheng e la nuova capitale Yasodharapura
Contemporaneamente ai miglioramenti ad Hariharalaya, venne iniziata circa 18 km a nordovest di Roluos la costruzione di un nuovo enorme baray di 7500 metri di lunghezza, lungo l'asse est-ovest, per 1830 di larghezza, con un'altezza massima delle acque di 4 metri. Attualmente asciutto, aveva una capacità massima di 55 milioni di metri cubi. Si trattava del Yasodharatataka, o Baray orientale, che sarebbe stato il primo bacino della nuova capitale, Yasodharapura.
Forte del controllo di una vasta area (in parte tramite vassalli), come dimostrato dall'ampia distribuzione di iscrizioni caratteristiche del suo regno, che a nord-est si estendeva fino allo strategico sito di Vat Phou, Yasovarman intendeva infatti fondare un nuovo tempio-montagna come centro di una nuova capitale, Yasodharapura (che in Sanscrito significa "Città che porta Gloria"). Si sarebbe trattato della prima capitale Khmer nell'odierno sito di Angkor, una quindicina di km a nord-ovest del sito precedente, unita alla vecchia capitale da una strada reale rialzata, anch'essa costruita da Yasovarman.
Il tempio-montagna di Phnom Bakheng (Phnom sta per "collina" o "montagna"), chiamato a quei tempi Yasodharaparvata e Vnam Kantal ("Monte Centrale"), venne ottenuto livellando parzialmente una collina naturale di 99  di altezza. La predilezione di Yasovarman per luoghi simili è testimoniata dalla costruzione di templi su tutte le principali alture della zona, oltre a Phnom Bakheng: Phnom Krom, Phnom Dei e Phnom Bok.
Sono state avanzate diverse ipotesi per spiegare le ragioni dello spostamento della capitale. Potrebbe essere stata una necessità dettata dalla distruzione di Hariharalaya, compreso il palazzo reale e parte delle strutture religiose, avvenuta nella guerra civile di successione, oppure la volontà di Yasovarman di avere un proprio tempio-montagna, più grande di quelli dei suoi predecessori. Non si possono dimenticare tesi che prendono in esame ragioni più pragmatiche, quali la maggior altezza del terreno presso Angkor (quindi un minor rischio di inondazioni dal Tonlé Sap) o l'altezza della falda freatica, massima proprio nella locazione del Baray orientale.
Inoltre Yasovarman potrebbe non aver gradito risiedere nel luogo dove in precedenza aveva regnato colui che aveva sopraffatto, preoccupazione comune ad altri regnanti Khmer, come ad esempio Suryavarman I.

## Yasovarman e la religione
Yasovarman I fu uno dei maggiori re di Angkor per le sue realizzazioni. Appare alquanto eclettico dal punto di vista religioso, avendo tenuto in considerazione sia le varie correnti induiste che il buddismo. Lo dimostrano la costruzione di quattro ashram a sud del Baray orientale, ognuno dedicato a una delle quattro grandi correnti religiose del periodo (shivaismo, viṣṇuismo, brahmanesimo e buddismo), e la presenza di altari dedicati a ben 108 divinità sul Phnom Bakheng. Il culto di stato rimase comunque lo shivaismo (e il culto deva-raja ad esso associato dai tempi di Jayavarman II): nel santuario centrale del suo tempio-montagna, Yasovarman pose il proprio linga.

## Conclusione
Yasovarman I morì nel 910 e ricevette l'appellativo postumo di Paramaśivaloka.